# Henric al III-lea de Brabant
Henric al III-lea de Brabant (n. cca. 1230 – d. 28 februarie 1261, Leuven) a fost duce de Brabant de la 1248 până la moarte.
Henric era fiul ducelui Henric al II-lea de Brabant cu Maria de Hohenstaufen.
Disputatul teritoriu numit Lothier (fostul Ducat al Lotharingiei), i-a fost acordat de către regele Alfonso al X-lea al Castiliei, regele Germaniei. De asemenea, Alfonso l-a numit vicar imperial, cu scopul de a-i sprijini pretențiile asupra Sfântului Imperiu Roman.
În 1251, Henric s-a căsătorit cu Adelaida de Burgundia, fiică a ducelui Hugo al IV-lea de Burgundia cu Iolanda de Dreux, cu care avut următorii patru copii:
1. Henric (n. cca. 1251 – d. după 1272); succesor în ducat; handicapat mental, a fost nevoit să abdice în favoarea fratelui său Ioan la 24 mai 1267.[6]
2. Ioan (n. 1253–d. 1294); căsătorit mai întâi cu Margareta de Franța, fiică a regelui Ludovic al IX-lea al Franței cu Margareta de Provence,[7] iar ulterior cu Margareta de Flandra, fiică a contelui Guy de Flandra cu prima soție a acestuia, Matilda de Béthune.[8][9]
3. Godefroi, senior de Aarschot (d. 11 iulie 1302, Kortrijk), căzut în bătălia Pintenilor de Aur; căsătorit în 1277 cu Ioana Isabela de Vierzon (d. după 1296)
4. Maria (n. 1256, Leuven – d. 12 ianuarie 1321, Murel), căsătorită la Vincennes în 27 august 1274 cu regele Filip al III-lea al Franței.

Henric a mai avut un fiu, nelegitim:
- Gilles, strămoș al familiei van der Balch.

De asemenea, Henric a compus câteva piese muzicale, printre care "Amors m'est u cuer entree" și "Se kascuns del monde savoit".